# Едисон (Њу Џерзи)
Едисон (енгл. Edison) град је у америчкој савезној држави Њу Џерзи.

## Демографија
По попису из 2000. године број становника је 97.687.
| Група             | 2000.          | 2010.    |
| Белци             | 54.461 (55,8%) | 0 (0,0%) |
| Афроамериканци    | 6.728 (6,9%)   | 0 (0,0%) |
| Азијати           | 28.597 (29,3%) | 0 (0,0%) |
| Хиспаноамериканци | 6.226 (6,4%)   | 0 (0,0%) |
| Укупно            | 97.687         | 0        |